# Materialistische literatuurstudie
Materialistische literatuurstudie is een opvatting over  literatuurwetenschap die ervan uitgaat dat de materiële aspecten van de productie van literatuur, boeken in grote mate de inhoud en waarde van de literatuur bepaalt. Wetenschappers die deze opvatting aanhangen zullen zich daardoor uiteraard veel bezighouden met de materiële aspecten van de productie van literatuur.  De materialistische literatuurstudie legt dus een verband tussen tekst zelf (vorm, stijl, functie, betekenis) en de omstandigheden waaronder een boek tot stand komt en de marktvoorwaarden van de distributie (drukker, uitgever, financiële middelen, bibliotheeksysteem). Daaruit zal voortvloeien hoe het werk door de lezers wordt ontvangen (oplagecijfers, lezersgegevens). En uiteindelijk zal er, volgens deze opvatting een ideologische betekenis worden geproduceerd.
Deze opvatting over literatuur past in een bredere context van materialistische filosofie die dikwijls behoort tot het marxistische en neomarxistische (Frankfurter Schule; Theodor Adorno) gedachtegoed.